# Freiberger Bauerhase

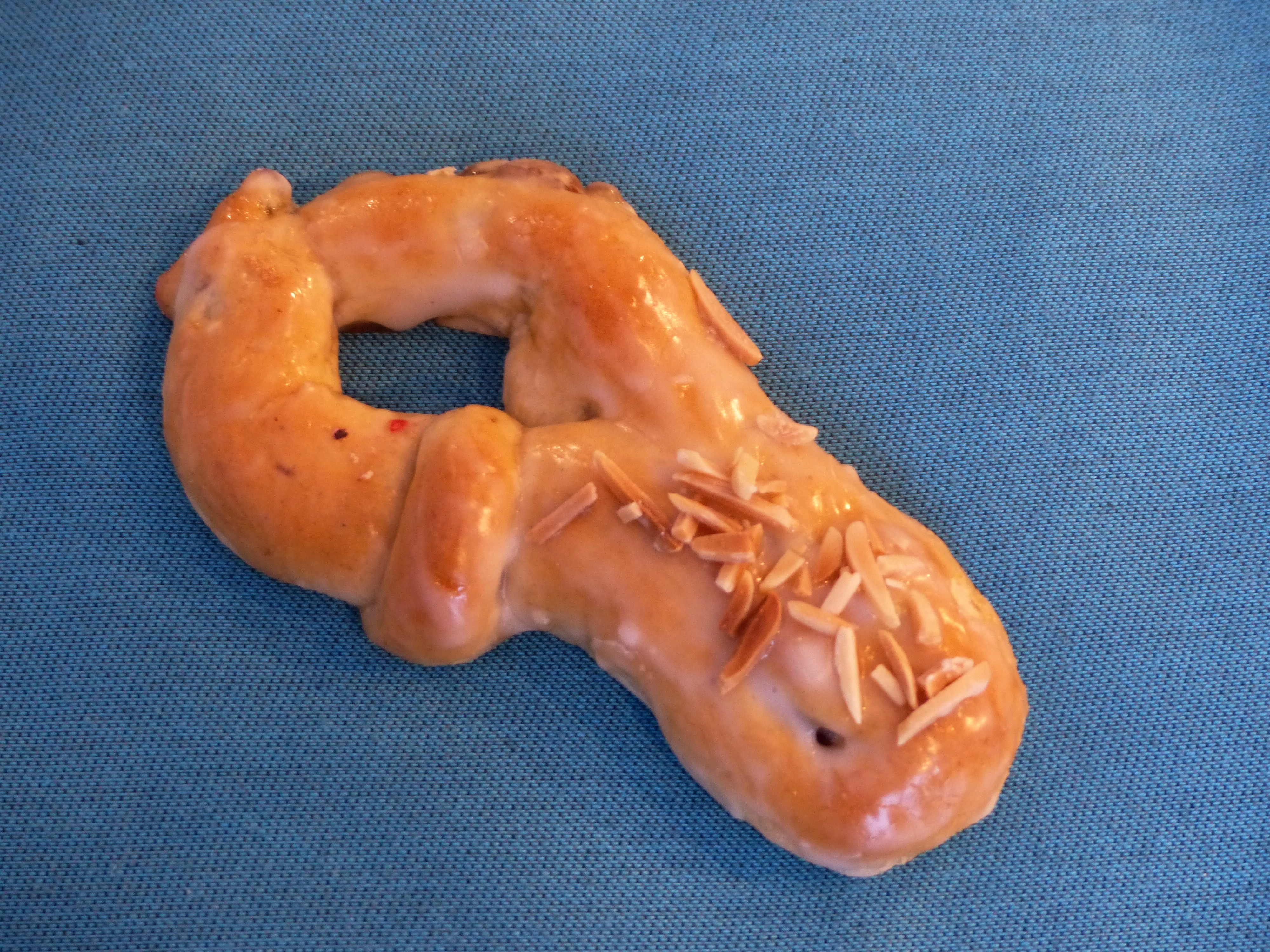
Freiberger Bauerhase

Der Freiberger Bauerhase ist ein traditionelles Gebäck aus der sächsischen Stadt Freiberg. Zur Entstehung des Bauerhasen sind mehrere Legenden überliefert, die ihn bis ins 13. Jahrhundert zurückdatieren und einen Hofkoch namens Bauer als seinen Erfinder nennen.

## Beschreibung
Der Freiberger Bauerhase ist ein Gebäck aus Hefeteig mit Mandeln, Rosinen und verschiedenen Gewürzen, dessen Form an einen Hasen mit gekreuzten Hinterläufen erinnern soll. Bis zum Zweiten Weltkrieg wurde es von Bäckereien in ganz Freiberg gebacken, auch in der Zeit der DDR war es in einigen Freiberger Geschäften im Angebot. Nach der Wende ließ sich der Inhaber des Café Hartmann den „Freiberger Bauerhase“ als Marke registrieren, um die Sage nicht in Vergessenheit geraten zu lassen. Der Bauerhase gilt neben der Freiberger Eierschecke als typische Spezialität der Stadt.

## Legenden zum Ursprung

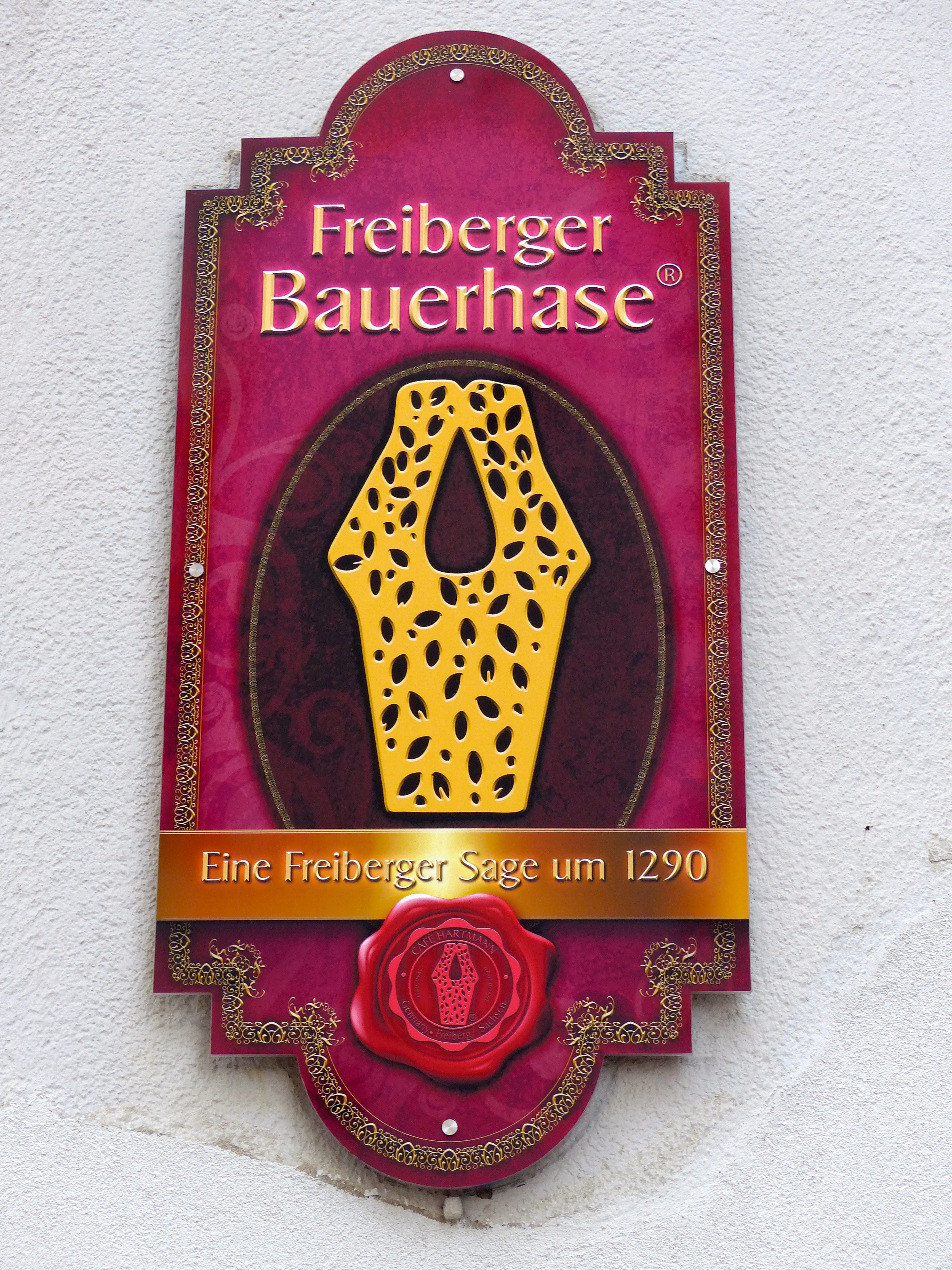
Tafel in Freiberg

Der Überlieferung nach entstand der Freiberger Bauerhase im Jahr 1292, als Markgraf Friedrich der Freidige (auch „Friedrich der Gebissene“) in Freiberg weilte. Eine Sage berichtet, dass er ein Festmahl abhielt, bei dem auch der Abt Bruno des Freiberger Klosters anwesend war. Im Verlauf des Mahls tischte der Hofkoch Bauer einen Hasenbraten auf, den Friedrich sofort anschnitt und verzehren wollte. Da jedoch bereits Mitternacht vergangen und ein Fastentag angebrochen war, wurde er vom Abt energisch darauf hingewiesen, dass es eine große Sünde sei, zu dieser Zeit Fleisch zu essen. Der Koch musste den Braten wieder abtragen und verspeiste ihn daraufhin selbst. Bei einem weiteren Zusammentreffen des Markgrafen mit dem Abt, auf das wieder ein Fastentag folgte, servierte Bauer erneut nach Mitternacht einen mutmaßlichen Hasenbraten. Als der Abt ihn daraufhin mit einer Strafpredigt bedenken wollte, erklärte Bauer, dies sei „ein Hase, den jeder gute Christ am Fasttage essen darf, ohne sich der Sünde zu fürchten“. Der vermeintliche Hase war ein Gebäck aus Hefeteig mit Mandeln, das lediglich in der Form an einen Hasenbraten erinnerte. Zum Gedenken an den Hofkoch erhielt es den Namen „Bauerhase“. Das Gebäck wurde daraufhin an vielen deutschen Höfen und sogar im Ausland als Fastenspeise verbreitet.
In einer anderen Version der Sage veranstaltete Friedrich das Festmahl in Freiberg an einem Fastnachtsdienstag, also ebenfalls unmittelbar vor Beginn der Fastenzeit. Dabei war ein Kaplan anwesend. Nach Mitternacht bestellte Friedrich bei seinem Hofkoch Bauer einen Hasenbraten, was der Kaplan mit Verweis auf die begonnene Fastenzeit scharf zurückwies. Der Koch wollte es beiden Parteien recht machen und kreierte ein Gebäck in Hasenform. Damit waren sowohl Markgraf als auch Kaplan zufrieden, und zu Ehren des Koches verfügte Friedrich, dass dieses Gebäck ab sofort „Bauerhase“ hieße und zu jeder Fastenzeit aufgetafelt werden sollte.
Eine weitere Theorie zur Entstehung des Namens bezieht sich auf den Bauernstand, dem es untersagt war zu jagen. Um aber nicht auf einen Hasenbraten verzichten zu müssen, schufen sie das Gebäck in Hasenform.

## Sonstiges
Bis ins 20. Jahrhundert war der Freiberger Bauerhase auch als traditionelles österliches Gebildbrot bzw. bäuerliches „Steuerbrot“ (also Brauchgebäck an Ostern)  bekannt.
Die MDR-Dokumentationsreihe Unsere köstliche Heimat widmete 2015 die Episode Die Freiberger Hasenbäcker dem Freiberger Bauerhasen.